# Nanolitografia plasmònica
La nanolitografia plasmònica (també coneguda com litografia plasmònica o fotolitografia plasmònica) és un procés nanolitogràfic que utilitza excitacions plasmòniques superficials com els polaritons plasmònics de superfície (SPP) per fabricar estructures a nanoescala. Els SPP, que són ones superficials que es propaguen entre capes de metall dielèctric planar en règim òptic, poden evitar el límit de difracció de la resolució òptica que actua com a coll d'ampolla per a la fotolitografia convencional.

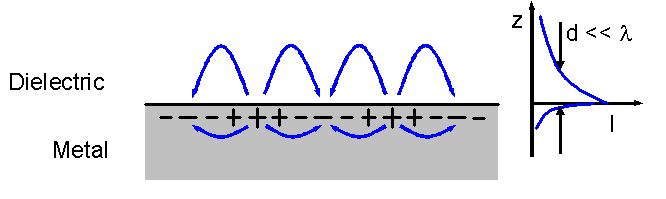
Representació esquemàtica d'un polaritó de plasmó superficial

## Teoria
Els polaritons de plasmó superficials són ones electromagnètiques superficials que es propaguen entre dues superfícies amb permitivitats que canvien de signe. S'originen a partir de l'acoblament de fotons a oscil·lacions plasmàtiques, quantificades com a plasmons. Els SPP donen lloc a camps evanescents que decauen perpendicularment a la interfície on es produeix la propagació. La relació de dispersió dels SPP permet l'excitació de longituds d'ona més curtes que la longitud d'ona de l'espai lliure de la llum entrant, assegurant, a més, el confinament del camp de la longitud d'ona. No obstant això, l'excitació dels SPP requereix un desajust de l'impuls; Els mètodes d'acoblament de prismes i reixetes són habituals. Per als processos de nanolitografia plasmònica, això s'aconsegueix mitjançant la rugositat superficial i les perforacions.

Un esquema general per a la litografia amb fotomàscara

## Mètodes
La litografia de contacte plasmònica, una modificació de la litografia evanescent de camp proper, utilitza una fotomàscara metàl·lica, sobre la qual s'exciten els SPP. De manera semblant als processos fotolitogràfics habituals, el fotoresist està exposat a SPP que es propaguen des de la màscara. Les fotomàscares amb forats permeten l'acoblament de reixetes de SPP; els camps només es propaguen per nanòmetres. Srituravanich et al. ha demostrat experimentalment el procés litogràfic amb una màscara de matriu de forats de plata 2D; Es van produir matrius de forats de 90 nm a una longitud d'ona de 365 nm, que està més enllà del límit de difracció. Zayats i Smolyaninov van utilitzar una màscara de pel·lícula metàl·lica de múltiples capes per millorar l'obertura de la longitud de subona; aquestes estructures es poden realitzar mitjançant mètodes de deposició de pel·lícula fina. També es van suggerir obertures de corbata i nanobucs com a obertures alternatives. Una versió del mètode, anomenada nanolitografia d'interferència de plasmó de superfície per Liu et al., utilitza patrons d'interferència SPP. Tot i oferir una alta resolució i rendiment, la litografia de contacte plasmònica es considera un mètode car i complex; la contaminació per contacte també és un factor limitant.
La nanolitografia d'imatges de lents planars utilitza lents plasmòniques o superlents d'índex negatiu, que van ser proposades per primera vegada per John Pendry. Molts dissenys de superlents, com ara la pel·lícula de plata fina de Pendry o la superlent de Fang et al., es beneficien de les excitacions plasmòniques per enfocar els components de Fourier de la llum entrant més enllà del límit de difracció. Chaturvedi et al. ha demostrat la imatge d'una reixa de crom de 30 nm mitjançant fotolitografia de superlents de plata a 380 nm, mentre que Shi et al. va simular una resolució de litografia de 20 nm a una longitud d'ona de 193 nm amb una superlent d'alumini. Srituravanich et al. ha desenvolupat una lent plasmònica flotant ajustable mecànicament per a la nanolitografia de camp proper sense màscara, mentre que un altre enfocament sense màscara de Pan et al. utilitza una "lent plasmònica multietapa" per a l'acoblament progressiu.
L'escriptura directa plasmònica és una forma de fotolitografia sense màscara que es basa en la litografia amb sonda d'escaneig ; el mètode utilitza millores de plasmó de superfície localitzat (LSP) de sondes d'exploració plasmònica incrustades per exposar el fotoresistent. Wang et al. va demostrar experimentalment un confinament de camp de 100 nm amb aquest mètode. Kim et al. ha desenvolupat una sonda d'escaneig de resolució de ~ 50 nm amb una velocitat de modelatge de ~ 10 mm/s. Les nanopartícules d'or i altres nanoestructures plasmòniques com els nanobucs s'han utilitzat com a màscares per a la litografia; El gravat en aquest cas es pot aconseguir mitjançant els principis de fotoemmascarament o l'escalfament local millorat a les proximitats de la nanoestructura a causa de les ressonàncies LSP. Lin et al. també va utilitzar excitacions tèrmiques localitzades en nanopartícules d'or per fabricar estructures bidimensionals com ara monocapes de grafè i disulfur de molibdè en un procés anomenat "nanolitografia optotermoplasmònica". Els efectes fotoquímics de les ressonàncies LSP també es van utilitzar com a catalitzador en processos litogràfics: Saito et al. va demostrar el gravat selectiu de nanocubs de plata sobre substrats de diòxid de titani mitjançant la separació de càrrega induïda pel plasmó.